# 데카르트적 성찰
《데카르트적 성찰》(Méditations cartésiennes: Introduction à la phénoménologie)은 후설이 1931년에 출판한 책으로, 프라이부르크 대학을 퇴직한 다음해, 파리의 소르본 대학에서의 강연에 가필하여 출판한 것이다. 생전에는 프랑스어 번역판만 나왔고 원문과 준비 초안은 1950년 《후설 전집》 제1권에서 처음으로 공개되었다. 이것은 역시 1954년에 《후설 전집》 제6권으로 전부가 출판된 《유럽 여러 학문의 위기와 선험적 현상학》(1836) 등과 함께 후설의 만년 사상을 알기 위해 필요한 것이다. 
전체적으로 후설은 데카르트의 자아와 의식의 분석을 철저히 하면 스스로 선험적 현상학에 도달하게 된다고 생각한다. 주저 《순수 현상학과 현상학적 철학의 이념들》에서 생각한 선험적인 의식의 중핵이 되는 선험적인 자아, 순수한 자아는 데카르트의 자아(코기토)를 철저화시킨 것으로 생각된다. 데카르트의 '나는 생각한다. 그러므로 나는 존재한다'고 사유하는 자아의 직관적인 파악이지만, 선험적인 의식은 순수하고 선험적인 자아로부터 방사(放射)되는 직관과 반성인 것이다. 그러나 이러한 데카르트적 성찰의 특징은 선험적인 자아라는 주관성(主觀性)으로부터 다른 자아의 구성으로 나아간 점에 있다. 감정이입(感情移入)이 타아(他我)에 대하여 생각되고 있으나, 그 유추(類推)의 기초는 역시 자아이다. 감정이입을 할 때 타아는 직접적으로 지각되어 있는 것이 아니라 신체를 통해서 간접적으로 지시되고 있다. 전혀 원초적(原初的)으로 체험되는 자아 속에 타아가 반영된다. 따라서 데카르트적 자아를 라이프니츠적인 모나드의 공동체로 파악하여 간주관적(間主觀的)인 주관성이야말로 주관성의 본질이라고 해야 한다. 이리하여 선험적인 주관성은 간주관성으로 확대되고 간주관적인 연대성으로 확장된다. 상식과 과학이 객관적이라고 하는 세계는 이러한 선험적인 간주관성에 의해 근거가 세워져야 한다.